# 채널 제도

채널 제도(Channel Islands)는 프랑스 노르망디 가까이에 있는 영국 해협의 섬들을 말한다. 건지섬 관할과 저지섬 관할로 크게 나뉜다. 전체 넓이는 194 km2이며 인구는 158,000명이다.

## 정치적 상태
채널 제도는 공식적으로 잉글랜드가 아니라 노르망디 공국의 일부이며, 수장인 영국 국왕은 이 지역을 잉글랜드 국왕으로서가 아니라 노르망디 공작으로서 다스려 왔다. 역사적으로도 잉글랜드보다 노르망디에 가깝고 노르만어의 방언들이 사용되나, 백년 전쟁 이후 잉글랜드의 노르망디 점유가 끝날 때 계속해서 잉글랜드 왕실에 충성했기 때문에 마지막 남은 영국령 노르망디의 일부가 되었다.
그러나 잉글랜드 밖에서는 잉글랜드령 노르망디로서의 채널 제도의 지위가 인정되지 않고 있는데, 1259년 파리 조약으로 인해 잉글랜드 왕실이 프랑스 영토 내의 모든 작위를 포기했기 때문에 잉글랜드 국왕이 노르망디 공작을 칭하며 채널 제도를 다스릴 수 없다는 것이다. 그럼에도 불구하고 이 지역은 실질적으로 잉글랜드 영토로 간주되어 왔으며 이 문제로 인한 잉글랜드와 프랑스 사이의 영토 분쟁은 없다.
현재 이 영토들은 자체의 입법부와 사법 제도, 자체의 조세 제도를 보유하고 있다. 영국 정부는 이들의 국제 관계와 방위만 책임진다. EU와의 관계는 무역권에만 국한되어 있다. 관세 관련 법규는 영국에 적용되는 것과 마찬가지의 조건이 적용된다. EU 전체 안에서 사람과 서비스가 자유로이 이동할 수 있는 권리는 확대 적용되지는 않지만 이곳의 주민들은 영국 안에서는 전통적 권리를 여전히 누리고 있다.

## 같이 보기
- 브리태니커 백과사전